# Холафи, Мохамед
Мохамед Холафи (араб. محمد السيد خليفى احمدى‎, англ. Mohamed Kholafy, род. 7 июля 1977) — египетский шоссейный велогонщик.

## Карьера
В 1998 году участвовал на Чемпионате мира в категории U23, но значимых результатов не добился. На следующий год выступил на Туре Египта, затем был Туре Турции где на нескольких этапах был в топ-3. В конце 1999 года стартовал на Тур дю Фасо, добившись первых побед — выиграл один из этапов и занял 3-е место по итогам всей гонки.
Летом 2000 года стал призёром Чемпионата Египта в групповой и индивидуальной гонках, принял участие в Туре Сербии и Туре Словакии. Осенью того же года в составе сборной Египта принял участия в летних Олимпийских играх в Сиднее, где выступил в одной дисциплине по велоспорту — 27 сентября стартовал в групповой гонке на шоссе, но не смог её закончить.
В 2001 снова стартовал на Туре Египта и принял участие на Чемпионате Африки в групповой гонке.

## Достижения
1999
Тур дю Фасо
3-й в генеральной классификации
6a-й этап
2000
3-й Чемпионат Египта — групповая гонка
3-й Чемпионат Египта — индивидуальная гонка